# Ashtrays and Heartbreaks
Ashtrays and Heartbreaks è un singolo del rapper statunitense Snoop Lion, il quarto estratto dall'undicesimo album in studio Reincarnated e pubblicato il 4 aprile 2013.
Il singolo ha visto la partecipazione vocale della cantante statunitense Miley Cyrus.

## Tracce
1. Ashtrays and Heartbreaks (featuring Miley Cyrus) – 4:06